# Dodekaéderszámok
A számelméletben a dodekaéderszámok olyan poliéderszámok, illetve figurális számok, melyek a sűrűn pakolt gömbökből összeálló dodekaéderekben részt vevő gömbök számát reprezentálják. Az n-edik dodekaéderszám {\displaystyle D_{n}} a következő képlettel állítható elő:
{\displaystyle D_{n}={n(3n-1)(3n-2) \over 2}.}
A dodekaéderszámok egyben a következő alakú binomiális együtthatók:
{\displaystyle D_{n}={3n \choose 3}.}
Minden harmadik tetraéderszám egyben dodekaéderszám.
Az első néhány dodekaéderszám: 
1, 20, 84, 220, 455, 816, 1330, 2024, 2925, 4060, 5456, 7140, 9139, 11480, … (A006566 sorozat az OEIS-ben).

## Tulajdonságai, alkalmazásai
A dodekaéderszámok paritása a következő minta szerint váltakozik: páratlan-páros-páros-páros.
A dodekaéderszámok generátorfüggvénye:
{\displaystyle {\frac {z(10z^{2}+16z+1)}{(z-1)^{4}}}.}
Sir Frederick Pollock  1850-es sejtése szerint bármely szám felírható legfeljebb 21 dodekaéderszám összegeként.